# Orepukia
Genre
Orepukia est un genre d'araignées aranéomorphes de la famille des Cycloctenidae.

## Distribution
Les espèces de ce genre sont endémiques de Nouvelle-Zélande.

## Liste des espèces
Selon World Spider Catalog (version 21.0, 22/06/2020) :
- Orepukia alta Forster & Wilton, 1973
- Orepukia catlinsensis Forster & Wilton, 1973
- Orepukia dugdalei Forster & Wilton, 1973
- Orepukia egmontensis Forster & Wilton, 1973
- Orepukia florae Forster & Wilton, 1973
- Orepukia geophila Forster & Wilton, 1973
- Orepukia grisea Forster & Wilton, 1973
- Orepukia insula Forster & Wilton, 1973
- Orepukia nota Forster & Wilton, 1973
- Orepukia nummosa (Hogg, 1909)
- Orepukia orophila Forster & Wilton, 1973
- Orepukia pallida Forster & Wilton, 1973
- Orepukia poppelwelli Forster & Wilton, 1973
- Orepukia prina Forster & Wilton, 1973
- Orepukia rakiura Forster & Wilton, 1973
- Orepukia redacta Forster & Wilton, 1973
- Orepukia riparia Forster & Wilton, 1973
- Orepukia sabua Forster & Wilton, 1973
- Orepukia similis Forster & Wilton, 1973
- Orepukia simplex Forster & Wilton, 1973
- Orepukia sorenseni Forster & Wilton, 1973
- Orepukia tanea Forster & Wilton, 1973
- Orepukia tonga Forster & Wilton, 1973
- Orepukia virtuta Forster & Wilton, 1973

## Publication originale
- Forster & Wilton, 1973 : The spiders of New Zealand. Part IV. Otago Museum Bulletin, vol. 4, p. 1-309.